# Nyugat-Azerbajdzsán tartomány
Nyugat-Azerbajdzsán tartomány (perzsául استان آذربایجان غربی [Ostân-e Âẓarbâyǧân-e Ġarbi]) Irán 31 tartományának egyike. Székhelye Urmia (perzsául [Orumije]) városa. Területe 37 411 km², lakossága a 2016-os népszámlálás szerint 3 265 219 fő.

## Földrajz

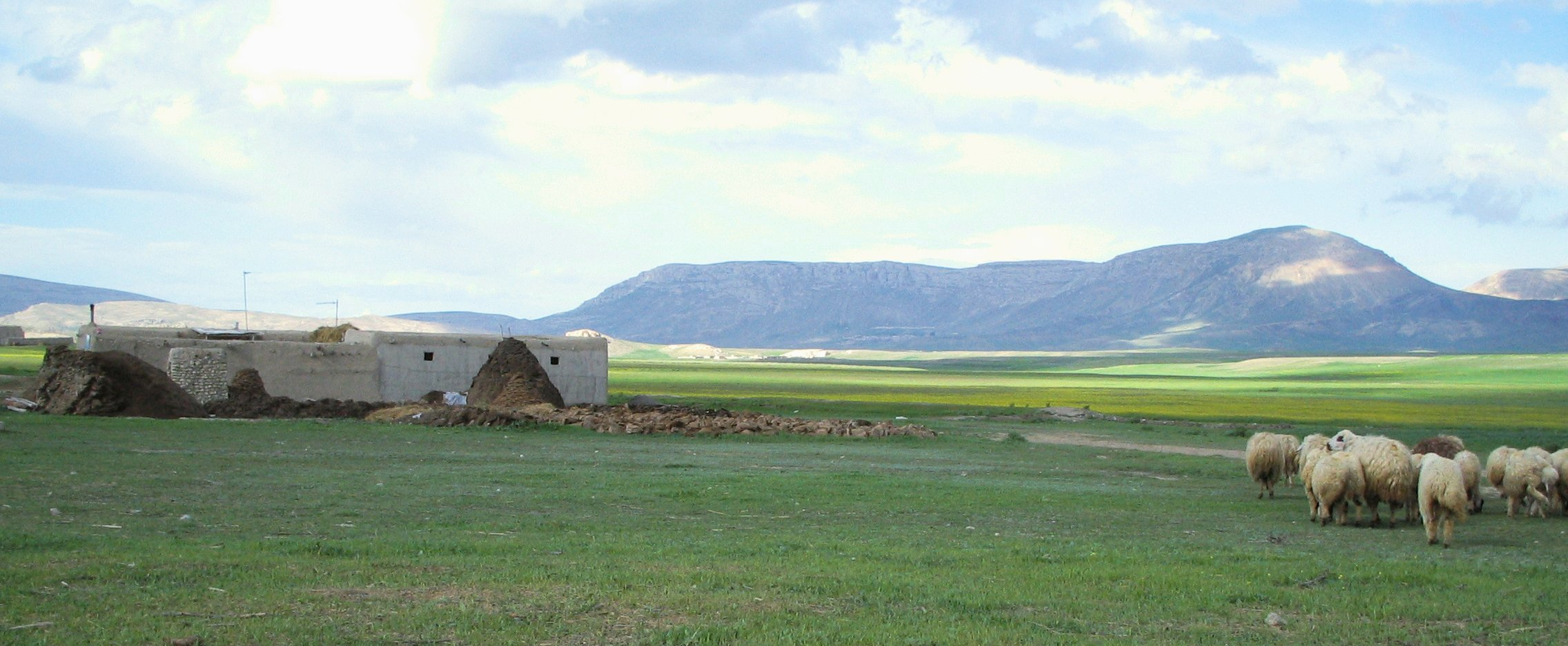
Táj Máku közelében

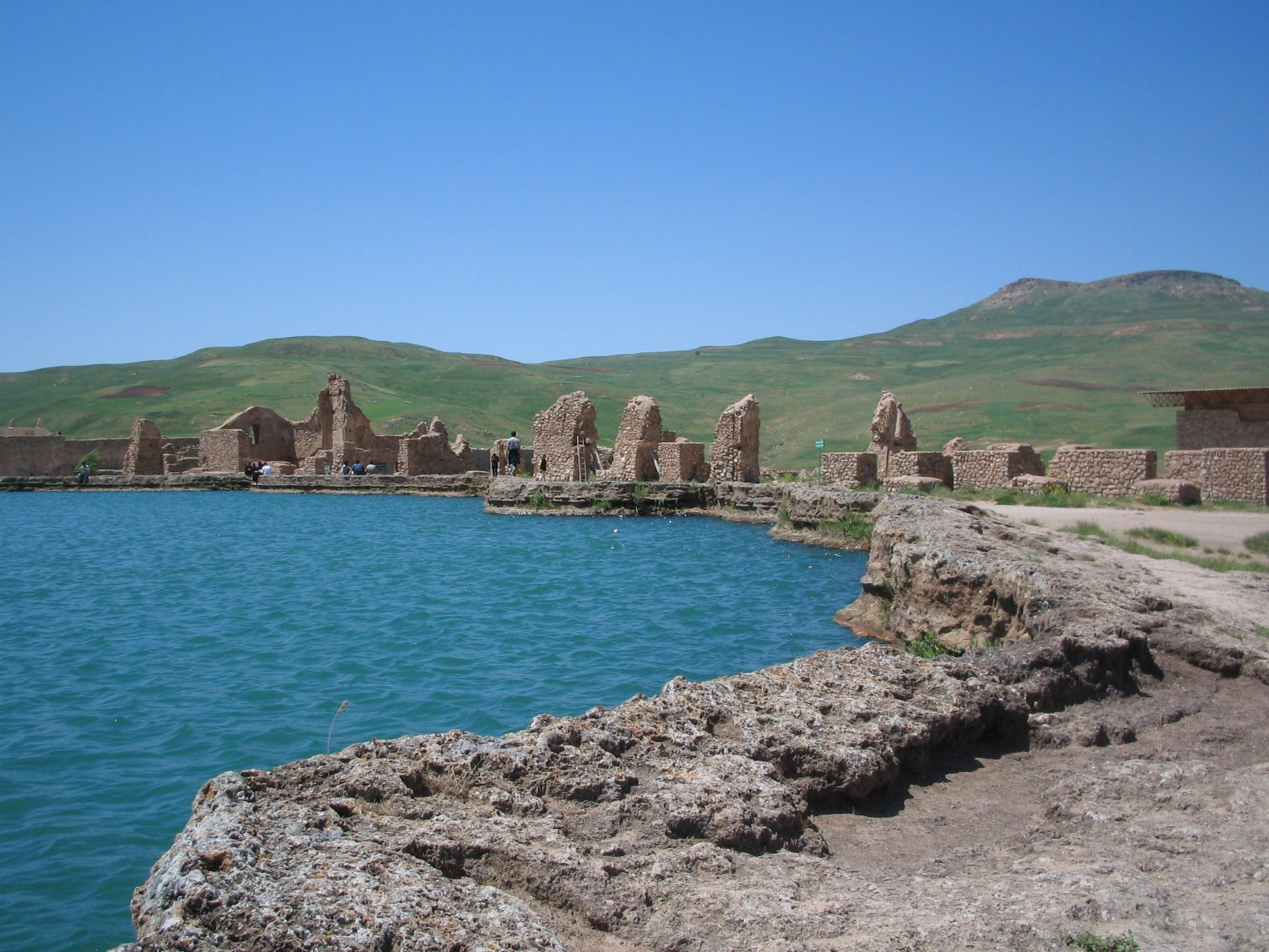
Taht-e Szolejmán világörökségi helyszín

Az ország északnyugati részén található. Délnyugaton az Irakhoz – közelebbről Iraki Kurdisztánhoz – tartozó Szulejmánijja és Erbíl kormányzóság, nyugaton és északon Törökországban Kelet-anatóliai régiója (Hakkari és Van tartomány), északkeleten Azerbajdzsán Nahicseván autonóm tartománya határolja, míg keleten az iráni Kelet-Azerbajdzsán tartománnyal, délkeleten Zandzsánnal, délen pedig Kurdisztán tartománnyal határos.
Az Örmény-felföldön fekszik. A tartomány keleti határán található a sós Urmia-tó.

## Közigazgatási beosztás
Nyugat-Azerbajdzsán tartomány 2021. decemberi állás szerint 19 megyére (sahrasztán) oszlik. Ezek: 
| Nyugat-Azerbajdzsán tartomány megyéinek térképe | - Báruk - Bukán - Csahárbordzs - Csájpáre - Csáldorán - Hoj - Mahábád - Máku - Mijándoáb - Nagade - Osnavije - Piránsahr - Poldast - Sáhindezs - Sout - Szalmász - Szardast - Takáb - Urmia |

## Legnagyobb települések

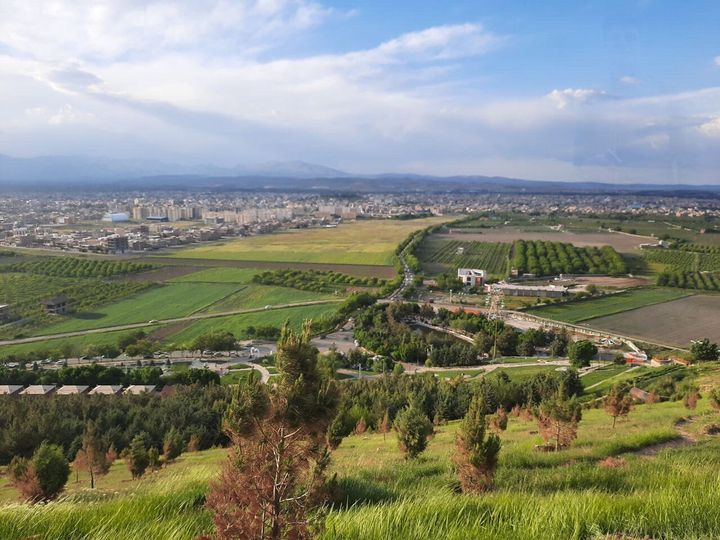
Nagade és környéke

| #   | Város      | Lakosság (fő, 2016) |
| --- | ---------- | ------------------- |
| 1.  | Urmia      | 736 224             |
| 2.  | Hoj        | 198 845             |
| 3.  | Bukán      | 193 501             |
| 4.  | Mahábád    | 168 393             |
| 5.  | Mijándoáb  | 134 425             |
| 6.  | Szalmász   | 92 811              |
| 7.  | Piranshahr | 91 515              |
| 8.  | Nagade     | 81 598              |
| 9.  | Takáb      | 49 677              |
| 10. | Máku       | 47 115              |

## Fordítás
Ez a szócikk részben vagy egészben  a(z)   استان‌های ایران című perzsa Wikipédia-szócikk ezen változatának fordításán alapul.  Az eredeti cikk szerkesztőit annak laptörténete sorolja fel. Ez a jelzés csupán a megfogalmazás eredetét és a szerzői jogokat jelzi, nem szolgál a cikkben szereplő információk forrásmegjelöléseként.